# Isturits
Isturits é uma comuna francesa na região administrativa da Nova Aquitânia, no departamento dos Pirenéus Atlânticos. Estende-se por uma área de 13,75 km². Em 2010 a comuna tinha 531 habitantes (densidade: 38,6 hab./km²).

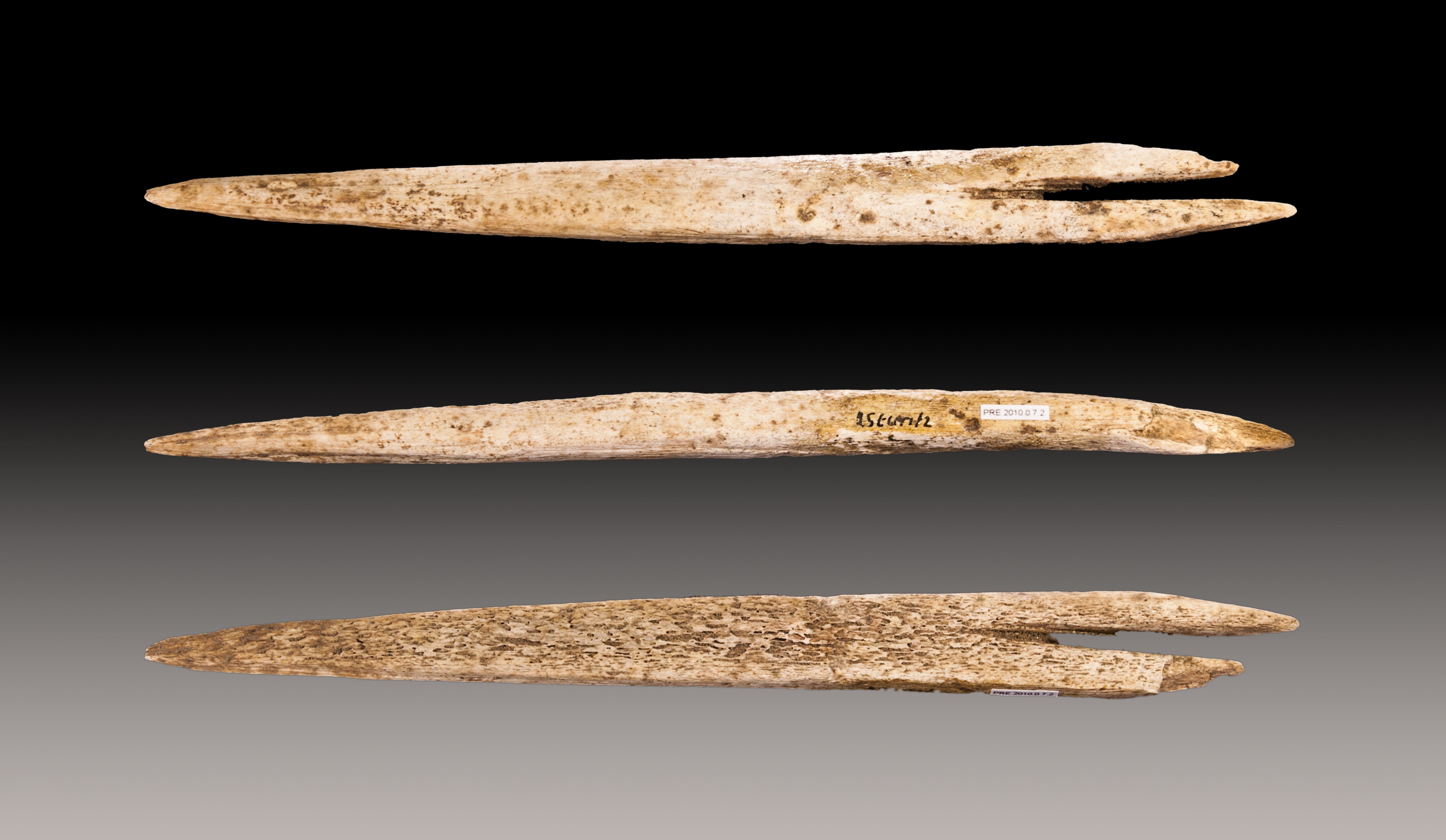
Isturits